# Discografia dei Modà
La discografia dei Modà, gruppo musicale italiano formatosi nel 2002, si compone di otto album in studio, uno dal vivo, quattro EP, due raccolte (di cui una non riconosciuta ufficialmente), quarantacinque singoli e quarantatré video musicali, pubblicati dal 2003. Il loro quarto album in studio, Viva i romantici, è stato il primo e l'unico di una band italiana ad essere stato certificato disco di diamante dalla FIMI.

## Album

### Album in studio
| Anno                                                         | Titolo | Classifiche | Certificazioni     | Unità                     |
| Anno                                                         | Titolo | ITA         | Certificazioni     | Unità                     |
| ------------------------------------------------------------ | --- | ----------- | ------------------ | ------------------------- |
| 2004                                                         | Ti amo veramente - Pubblicato: 15 ottobre - Etichetta: New Music - Formati: CD, download digitale                                          | 28          | - ITA: Oro         | - ITA: 25 000+ (dal 2009) |
| 2006                                                         | Quello che non ti ho detto - Pubblicato: 29 settembre - Etichetta: Around the Music - Formati: CD, download digitale                       | 14          |                    |                           |
| 2008                                                         | Sala d'attesa - Pubblicato: 23 maggio - Etichetta: Around the Music - Formati: CD, download digitale                                       | 19          | - ITA: Oro         | - ITA: 30 000+ (dal 2009) |
| 2011                                                         | Viva i romantici - Pubblicato: 16 febbraio 2011 - Etichetta: Ultrasuoni - Formati: CD, download digitale                                   | 1           | - ITA: Diamante    | - ITA: 300 000+           |
| 2013                                                         | Gioia - Pubblicato: 14 febbraio 2013 - Etichetta: Ultrasuoni - Formati: CD, CD+DVD, download digitale                                      | 1           | - ITA: Platino (5) | - ITA: 250 000+           |
| 2015                                                         | Passione maledetta - Pubblicato: 27 novembre 2015 - Etichetta: Ultrasuoni - Formati: CD, download digitale                                 | 1           | - ITA: Platino (4) | - ITA: 200 000+           |
| 2019                                                         | Testa o croce - Pubblicato: 4 ottobre 2019 - Etichetta: Believe Distribution Services - Formati: CD, LP, download digitale                 | 2           | - ITA: Platino     | - ITA: 50 000+            |
| 2022                                                         | Buona fortuna (parte terza) - Pubblicato: 11 novembre 2022 - Etichetta: Believe Distribution Services - Formati: CD, LP, download digitale | —           |                    |                           |
| 2025                                                         | 8 canzoni - Pubblicato: 14 febbraio 2025 - Etichetta: Warner Music Italy - Formati: CD, LP, download digitale                              | 6           |                    |                           |
| "—" indica una pubblicazione non classificata in quel paese. | |             |                    |                           |

### Album dal vivo
| Anno | Titolo | Classifiche | Certificazioni     | Unità           |
| Anno | Titolo | ITA         | Certificazioni     | Unità           |
| ---- | --- | ----------- | ------------------ | --------------- |
| 2014 | 2004-2014 - L'originale - Pubblicato: 11 novembre - Etichetta: Ultrasuoni - Formati: CD, CD+DVD, download digitale | 3           | - ITA: Platino (4) | - ITA: 200 000+ |

### Raccolte
| Anno | Titolo | Classifiche | Certificazioni | Unità          |
| Anno | Titolo | ITA         | Certificazioni | Unità          |
| ---- | --- | ----------- | -------------- | -------------- |
| 2010 | Le origini - Pubblicato: 26 ottobre - Etichetta: New Music - Formati: CD+DVD, download digitale                 | 13          | - ITA: Oro     | - ITA: 30 000+ |
| 2014 | Best - I primi grandi successi - Pubblicato: 27 maggio - Etichetta: Sony Music - Formati: CD, download digitale | 26          |                |                |

## Extended play
| Anno | Titolo |
| ---- | --- |
| 2003 | Via d'uscita - Pubblicato: 1º aprile 2003 - Etichetta: Self Records - Formati: CD                                           |
| 2021 | Buona fortuna (parte prima) - Pubblicato: 12 novembre 2021 - Etichetta: Friends & Partners - Formati: CD, download digitale |
| 2022 | Buona fortuna (parte seconda) - Pubblicato: 22 aprile 2022 - Etichetta: Friends & Partners - Formati: CD, download digitale |

## Singoli
| Anno                                                         | Titolo                                  | Classifiche | Certificazioni     | Unità           | Album di provenienza          |
| Anno                                                         | Titolo                                  | ITA         | Certificazioni     | Unità           | Album di provenienza          |
| ------------------------------------------------------------ | --------------------------------------- | ----------- | ------------------ | --------------- | ----------------------------- |
| 2004                                                         | Ti amo veramente                        | 36          |                    |                 | Ti amo veramente              |
| 2004                                                         | Dimmi che non hai paura                 | —           |                    |                 | Ti amo veramente              |
| 2004                                                         | Nuvole di rock                          | —           |                    |                 | Ti amo veramente              |
| 2005                                                         | Riesci a innamorarmi                    | 41          |                    |                 | Ti amo veramente              |
| 2006                                                         | Quello che non ti ho detto (Scusami)    | 4           | - ITA: Oro         | - ITA: 15 000+  | Quello che non ti ho detto    |
| 2006                                                         | Malinconico a metà                      | —           |                    |                 | Quello che non ti ho detto    |
| 2008                                                         | Sarò sincero                            | —           |                    |                 | Sala d'attesa                 |
| 2009                                                         | Meschina                                | —           |                    |                 | Sala d'attesa                 |
| 2009                                                         | Timida                                  | —           |                    |                 | Viva i romantici              |
| 2010                                                         | Sono già solo                           | 2           | - ITA: Platino (2) | - ITA: 60 000+  | Viva i romantici              |
| 2010                                                         | La notte                                | 2           | - ITA: Platino (3) | - ITA: 90 000+  | Viva i romantici              |
| 2011                                                         | Arriverà (feat. Emma)                   | 1           | - ITA: Platino (2) | - ITA: 60 000+  | Viva i romantici              |
| 2011                                                         | Vittima                                 | 20          | - ITA: Oro         | - ITA: 15 000+  | Viva i romantici              |
| 2011                                                         | Salvami                                 | 14          | - ITA: Oro         | - ITA: 15 000+  | Viva i romantici              |
| 2011                                                         | Tappeto di fragole                      | 7           | - ITA: Platino (2) | - ITA: 100 000+ | Viva i romantici              |
| 2012                                                         | Come un pittore (feat. Jarabedepalo)    | 2           | - ITA: Platino (3) | - ITA: 300 000+ | Viva i romantici              |
| 2013                                                         | Se si potesse non morire                | 2           | - ITA: Platino     | - ITA: 30 000+  | Gioia                         |
| 2013                                                         | Gioia                                   | 31          | - ITA: Oro         | - ITA: 15 000+  | Gioia                         |
| 2013                                                         | Dimmelo                                 | 45          |                    |                 | Gioia                         |
| 2013                                                         | Non è mai abbastanza                    | 27          | - ITA: Oro         | - ITA: 25 000+  | Gioia                         |
| 2014                                                         | La sua bellezza                         | 49          |                    |                 | Gioia                         |
| 2014                                                         | Dove è sempre sole (feat. Jarabedepalo) | 19          | - ITA: Oro         | - ITA: 25 000+  | Gioia                         |
| 2014                                                         | Cuore e vento (feat. Tazenda)           | 47          |                    |                 | Gioia                         |
| 2014                                                         | Come in un film (feat. Emma)            | 93          |                    |                 | 2004-2014 - L'originale       |
| 2015                                                         | E non c'è mai una fine                  | 67          |                    |                 | Passione maledetta            |
| 2016                                                         | È solo colpa mia                        | —           |                    |                 | Passione maledetta            |
| 2016                                                         | Passione maledetta                      | 99          |                    |                 | Passione maledetta            |
| 2016                                                         | Stella cadente                          | —           |                    |                 | Passione maledetta            |
| 2016                                                         | Francesco                               | —           |                    |                 | Passione maledetta            |
| 2016                                                         | Piove ormai da tre giorni               | —           |                    |                 | Passione maledetta 2.0        |
| 2017                                                         | Odiami                                  | —           |                    |                 | Passione maledetta 2.0        |
| 2017                                                         | Forse non lo sai                        | —           |                    |                 | Passione maledetta            |
| 2019                                                         | Quel sorriso in volto                   | 72          | - ITA: Platino     | - ITA: 100 000+ | Testa o croce                 |
| 2019                                                         | Quelli come me                          | —           |                    |                 | Testa o croce                 |
| 2019                                                         | Puoi leggerlo solo di sera              | —           |                    |                 | Testa o croce                 |
| 2020                                                         | Cuore di cemento                        | —           |                    |                 | Testa o croce (2020 Edition)  |
| 2020                                                         | Chicco biondo                           | —           |                    |                 | Testa o croce (2020 Edition)  |
| 2021                                                         | Comincia lo show                        | —           |                    |                 | Buona fortuna (parte prima)   |
| 2022                                                         | In tutto l'universo                     | —           |                    |                 | Buona fortuna (parte seconda) |
| 2022                                                         | Oh oh oh                                | —           |                    |                 | Buona fortuna (parte seconda) |
| 2022                                                         | Finisce sempre così                     | —           |                    |                 | Buona fortuna (parte terza)   |
| 2023                                                         | Lasciami                                | 31          | - ITA: Oro         | - ITA: 50 000+  | 8 canzoni                     |
| 2023                                                         | Il foglietto col tuo nome               | —           |                    |                 | 8 canzoni                     |
| 2025                                                         | Non ti dimentico                        | 29          |                    |                 | 8 canzoni                     |
| 2025                                                         | Come hai sempre fatto                   | —           |                    |                 | 8 canzoni                     |
| "—" indica una pubblicazione non classificata in quel paese. |                                         |             |                    |                 |                               |

## Video musicali
| Anno | Titolo                               | Regista/i                            |
| ---- | ------------------------------------ | ------------------------------------ |
| 2004 | Ti amo veramente                     | —                                    |
| 2004 | Dimmi che non hai paura              | —                                    |
| 2006 | Quello che non ti ho detto (Scusami) | Gaetano Morbioli                     |
| 2006 | Malinconico a metà                   | Stefano Bertelli                     |
| 2007 | Grazie gente                         | —                                    |
| 2008 | Sarò sincero                         | Gaetano Morbioli                     |
| 2009 | Timida                               | Marco Carlucci                       |
| 2010 | Sono già solo                        | Gaetano Morbioli                     |
| 2010 | La notte                             | Gaetano Morbioli                     |
| 2011 | Arriverà (feat. Emma)                | Gaetano Morbioli                     |
| 2011 | Vittima                              | Gaetano Morbioli                     |
| 2011 | Salvami                              | Gaetano Morbioli                     |
| 2011 | Tappeto di fragole                   | Gaetano Morbioli                     |
| 2012 | Come un pittore (feat. Pau Donés)    | Gaetano Morbioli                     |
| 2013 | Se si potesse non morire             | Gaetano Morbioli                     |
| 2013 | Gioia                                | Gaetano Morbioli                     |
| 2013 | Dimmelo                              | Gaetano Morbioli                     |
| 2013 | Non è mai abbastanza                 | Gaetano Morbioli                     |
| 2014 | La sua bellezza                      | Gaetano Morbioli                     |
| 2014 | Dove è sempre Sole (feat. Pau Donés) | Gaetano Morbioli                     |
| 2014 | Cuore e vento (feat. Tazenda)        | Gaetano Morbioli                     |
| 2014 | Come in un film (feat. Emma)         | Gaetano Morbioli                     |
| 2015 | E non c'è mai una fine               | Matteo Alberti e Fabrizio De Matteis |
| 2016 | È solo colpa mia                     | Matteo Alberti e Fabrizio De Matteis |
| 2016 | Passione maledetta                   | Matteo Alberti e Fabrizio De Matteis |
| 2016 | Stella cadente                       | Matteo Alberti e Fabrizio De Matteis |
| 2016 | Francesco                            | Matteo Alberti e Fabrizio De Matteis |
| 2016 | Piove ormai da tre giorni            | Matteo Alberti e Fabrizio De Matteis |
| 2017 | Forse non lo sai                     | —                                    |
| 2019 | Quel sorriso in volto                | Matteo Alberti e Fabrizio De Matteis |
| 2019 | Quelli come me                       | Matteo Alberti e Fabrizio De Matteis |
| 2019 | Guarda le luci di questa città       | Matteo Alberti e Fabrizio De Matteis |
| 2019 | Puoi leggerlo solo di sera           | Matteo Alberti e Fabrizio De Matteis |
| 2020 | Testa o croce                        | Stefano Lari                         |
| 2020 | Cuore di cemento                     | Matteo Alberti e Fabrizio De Matteis |
| 2021 | Comincia lo show                     | Matteo Alberti e Fabrizio De Matteis |
| 2021 | Fottuto inverno                      | Matteo Alberti e Fabrizio De Matteis |
| 2022 | In tutto l'universo                  | Kekko Silvestre                      |
| 2022 | Oh oh oh                             | Matteo Alberti e Fabrizio De Matteis |
| 2022 | Finisce sempre così                  | Matteo Alberti e Fabrizio De Matteis |
| 2023 | Lasciami                             | Matteo Alberti e Fabrizio De Matteis |
| 2023 | Il foglietto col tuo nome            | Matteo Alberti e Fabrizio De Matteis |
| 2025 | Non ti dimentico                     | Matteo Alberti e Fabrizio De Matteis |